# となりのラジオ
『となりのラジオ』 は、2003年9月29日から四国放送ラジオ（JRT）で放送されている生放送のワイド番組。

## 放送時間
- 放送時間：月曜 - 金曜 13:20 - 16:30

## 番組概要
1989年4月～2003年9月まで放送の前身番組『午後はこれからはりきりワイド』の終了に伴う後番組としてスタート。
2023年1月16日、放送5000回に到達。

## パーソナリティ
現在のパーソナリティ
- 物部純子（四国放送アナウンサー、火曜…2023年4月3日 - ）
- 佐藤旬子　（四国放送アナウンサー、水曜・木曜・金曜…2003年9月29日 - ）
- 野口七海（四国放送アナウンサー、月曜…2025年4月7日-）

過去のパーソナリティ
- 大谷初美（当時四国放送アナウンサー、2003年9月29日 - 2010年3月）
- 山田隆子（当時四国放送アナウンサー、時期不明）
- 中山千桂子（当時四国放送アナウンサー、月曜[1]…2010年4月5日 - 2023年3月27日）
- 福井和美（四国放送アナウンサー、水曜→火曜→月曜、2010年4月7日 -2025年3月24日）

## アシスタント・ゲスト
現在のアシスタント
- 石井隆智（隔週水曜・四国放送アナウンサー）
- 外谷光（隔週水曜・四国放送アナウンサー）
- 板東道生（木曜 ）
- みっとしー（金曜 ）

ゲスト(月曜、週替わり)
- 阿部修一郎
- 小野裕次
- 青木直哉
- ミスミアヤカ